# 阿布哈茲國旗
阿布哈茲國旗目前可以指自行宣布獨立的阿布哈茲共和國或喬治亞的阿布哈茲自治共和國。

## 阿布哈茲共和國官方旗幟
- 阿布哈茲國旗
- 總統專用旗
- 阿布哈茲空軍圓標

阿布哈茲共和國的國旗於1991年設計，隔年7月23日正式通過。左上方的紅色是中世紀阿布哈茲王國的旗色，右手代表的意思是：「Hello to friends！Stop to Enemies！」。七顆五角星代表阿布哈茲的七個地區的歷史。其餘部分則是白、綠相間的七個條紋，代表基督教與伊斯蘭教之間的寬容。
- 婦女穿著阿布哈茲共和國國旗圖案的衣服
- 民眾舉著阿布哈茲共和國國旗上街遊行

## 阿布哈茲王國
- 阿布哈茲王國
- 阿布哈茲王國

## 阿布哈茲自治共和國
- 格魯吉亞共和國的官方旗幟
- 阿布哈茲自治共和國旗帜

喬治亞當局2013年通過阿布哈茲自治共和國的旗帜設計，该旗帜必须与喬治亞國旗并排展示。

## 歷代國旗

### 阿布哈兹苏维埃社会主义共和国
- 阿布哈兹苏维埃社会主义共和国
1921年－1925年
- 阿布哈兹苏维埃社会主义共和国
1921年－1931年
- 阿布哈兹苏维埃社会主义共和国
1921年－1925年
- 阿布哈兹苏维埃社会主义共和国
1925年－1931年
- 阿布哈兹苏维埃社会主义共和国
1989年－1991年

### 阿布哈兹苏维埃社会主义自治共和国
- 阿布哈兹苏维埃社会主义自治共和国
1935年－1937年
- 阿布哈兹苏维埃社会主义自治共和国
1937年－1938年
- 阿布哈兹苏维埃社会主义自治共和国
1937年－1938年
- 阿布哈兹苏维埃社会主义自治共和国
1938年－1951年
- 阿布哈兹苏维埃社会主义自治共和国
1938年－1951年
- 阿布哈兹苏维埃社会主义自治共和国
1977年－1978年
- 阿布哈兹苏维埃社会主义自治共和国
1951年－1978年
（與喬治亞蘇維埃社會主義共和國國旗相同）
- 阿布哈兹苏维埃社会主义自治共和国
1978年－1991年